# Expédition de Benedict Arnold au Québec

Invasion du Canada :

- Route suivie par Benedict Arnold
- Route suivie par Richard Montgomery

L'expédition de Benedict Arnold au Québec est une opération militaire menée en septembre 1775, au début de la guerre d'indépendance des États-Unis, par une troupe de l'Armée continentale dirigée par le colonel Benedict Arnold et dont l'objectif est l'invasion de la province britannique de Québec. Il mena l'expédition de Cambridge jusqu'aux portes de la ville de Québec en suivant la route Chaudière-Kennebec. Cette expédition est composée de 1 100 soldats qui traversèrent l’État actuel du Maine. Une autre expédition, conjointe, dirigée par Richard Montgomery, envahit le Québec à partir du lac Champlain.

## Contexte
Le 10 mai 1775, peu après le début de la guerre d'indépendance des États-Unis, Benedict Arnold et Ethan Allen conduisent une expédition qui aboutit à la prise du Fort Ticonderoga sur les rives du lac Champlain, dans la Province britannique de New York. Allen et Arnold savent que le Québec est peu défendu ; il y a seulement environ 600 réguliers pour l'ensemble de la province. Arnold, qui a fait des affaires dans la province avant la guerre, sait également que les Canadiens français pourraient être favorablement disposés à l'égard d'une force coloniale.
Arnold et Allen présentent tous deux leurs arguments au Second Congrès continental, selon lesquels le Québec peut et doit être pris aux Britanniques, soulignant que les Britanniques pourraient se servir du Québec comme base pour mener des attaques en aval du lac Champlain et dans la vallée de l'Hudson. Le Congrès ne veut pas alarmer les habitants du Québec et rejette ces arguments. En juillet 1775, dans la crainte que les Britanniques pourraient utiliser le Québec comme base pour opérer des mouvements militaires dans la province de New York, ils changent de position et autorisent une invasion du Québec via le lac Champlain, assignant la tâche au major-général Philip Schuyler de New York.

## Préparation

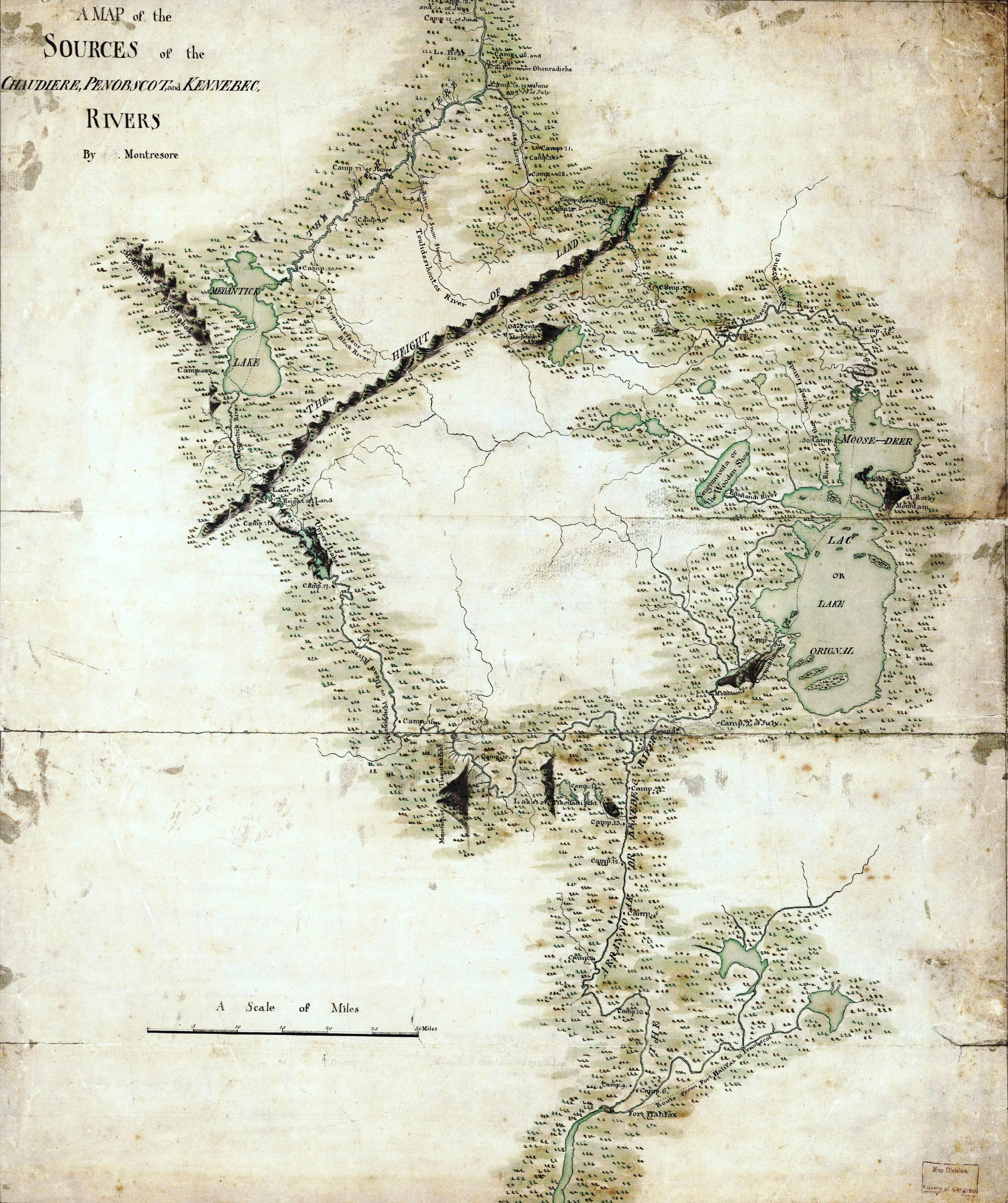
Carte de l'ingénieur britannique John Montresor datant de 1760 et qui servit de guide à Arnold.

Arnold, qui avait espéré conduire l'invasion, décide de poursuivre une approche différente du Québec. Il se rend à Cambridge dans le Massachusetts au début du mois d'août 1775 et approche George Washington avec l'idée d'une seconde force venant de l'est et dirigée vers la ville de Québec. Washington approuve l'idée en principe mais envoie un message au général Schuyler le 20 août pour s'assurer de son soutien de l'entreprise, puisque les deux forces auront besoin de coordonner leurs efforts.
Le plan d'Arnold prévoit de longer la côte par bateau depuis Newburyport, puis de remonter la Kennebec jusqu'à Fort Western (aujourd'hui Augusta dans le Maine). De là, ils pourraient utiliser des embarcations à faible tirant d'eau pour remonter la Kennebec, traverser le height of land (en) pour rejoindre le lac Mégantic, et descendre la rivière Chaudière jusqu'à Québec. Arnold compte couvrir les 290 km de Fort Western à Québec en 20 jours, malgré le fait que peu de choses soient connues sur l'itinéraire. Arnold a fait l'acquisition d'une carte (dont une copie est présentée à gauche) et d'un journal établis par l'ingénieur militaire britannique John Montresor en 1760 et 1761, mais la description de la route qu'a fait Montresor n'est pas très détaillée et Arnold ignore que la carte contient quelques imprécisions ou que certains détails ont été délibérément retirés ou obscurcis,.
Washington présente Arnold à Reuben Colburn, un constructeur de bateaux de Gardinerston dans le Maine, qui se trouve à Cambridge à ce moment-là. Colburn offre ses services et Arnold demande des informations détaillées sur l'itinéraire, incluant les menaces potentielles de la flotte britannique, le sentiment indien, les occasions d'approvisionnement et une estimation de la durée nécessaire à la construction de suffisamment de bateaux pour la force envisagée. Colburn part pour le Maine le 21 août afin de répondre à ces demandes. Colburn demande à Samuel Goodwin, l'arpenteur local à Gardinerston, de lui fournir des cartes pour Arnold. Goodwin, qui est connu pour avoir des sympathies loyalistes, fournit des cartes qui comportent des imprécisions dans les routes, les distances et d'autres particularités importantes.
Le 2 septembre, Washington reçoit une lettre du général Schuyler en réponse à son message du 20 août. Schuyler approuve le plan proposé et Washington et Arnold commencent immédiatement à lever des troupes et à se procurer des provisions.

## L'expédition
Des problèmes imprévus mirent en difficulté l'expédition dès qu'elle quitta les derniers avant-postes coloniaux significatifs dans le Maine. Les portages jusqu'à la rivière Kennebec se montrèrent exténuants et les bateaux fuirent souvent, perdant de la poudre à canon et gâtant les provisions. Plus d'un tiers des hommes désertèrent avant d'atteindre la ligne de partage des eaux entre les rivières Kennebec et Chaudière. Cette zone, marécageuse, fut rendue encore plus difficile à traverser par le mauvais temps et des cartes inexactes. Bon nombre des soldats manquaient d'expérience dans l'utilisation des bateaux en eau vive, ce qui a conduit à la destruction de nombreuses embarcations et fournitures dans la descente vers le fleuve Saint-Laurent à partir de la rivière Chaudière.
Au moment où Arnold a atteint les implantations françaises au-dessus du fleuve Saint-Laurent en novembre, sa force était réduit à 600 hommes affamés. Ils avaient parcouru environ 560 kilomètres dans une nature sauvage mal cartographiée, soit le double de la distance qu'ils avaient prévu de couvrir. Assisté par les Canadiens français, la troupe d'Arnold traversa le Saint-Laurent le 13 et 14 novembre et tenta d'assiéger la ville de Québec. N'y parvenant pas, la troupe s'est retirée à Pointe-aux-Trembles, Neuville à quelques kilomètres à l'ouest de Québec (à ne pas confondre avec Pointe-aux-Trembles, près de Montréal), jusqu'à ce que Montgomery mène une attaque sur la ville, sans résultat. Arnold a été récompensé pour ses efforts dans le commandement de l'expédition avec une promotion au grade de brigadier général.